# Tetranchyroderma papii
Tetranchyroderma papii är en djurart som tillhör fylumet bukhårsdjur, och som beskrevs av Gerlach 1953. Tetranchyroderma papii ingår i släktet Tetranchyroderma och familjen Thaumastodermatidae. Inga underarter finns listade i Catalogue of Life.